# Riacho Curiús
Riacho Curiús är ett periodiskt vattendrag i Brasilien.   Det ligger i delstaten Ceará, i den östra delen av landet, 1 400 km nordost om huvudstaden Brasília.
Omgivningarna runt Riacho Curiús är huvudsakligen savann. Runt Riacho Curiús är det glesbefolkat, med 12 invånare per kvadratkilometer.